# EUDemokraterne
EUDemokraterne er et europæisk politisk parti, der består af i alt 10 EU-kritiske partier fra EU's medlemslande. 
EUDemokraterne blev dannet i 2005 i Bryssel. Den 24. februar 2006 blev danske Hanne Dahl valgt som formand. I januar 2009 blev den svenske politiker Sören Wibe formand, mens Hanne Dahl blev næstformand. Medlemspartierne omfatter bl.a. Folkebevægelsen mod EU fra Danmark og Junilistan (Junilisten) fra Sverige. Junibevægelsen var også medlem. Ireren Patricia McKenna blev formand i 2010 efter Sören Wibes dødsfald og danskeren Lave Knud Broch blev næstformand. 

## Eksterne links
- Partiets hjemmside Arkiveret 4. august 2014 hos  Wayback Machine